# Borja Martín González
Borja Martín González (Puerto de Tazacorte, La Palma, 28 de junio de 1987), más conocido como Borjas Martín, es un futbolista español. Juega en el Club Deportivo Atlético Paso de la Segunda Federación.

## Trayectoria
Jugó en Los Llanos de Aridane en juveniles, su debut en categoría senior se produjo en 2005 en la UD Tijarafe. Ha pasado por clubes como el Victoria, el CD Mensajero, UD Barbastro o el Atlético Astorga, club en el que hizo 14 tantos.
En la siguiente temporada, marchó al Pontevedra CF, donde marcó 12 goles con el conjunto gallego. En junio de 2016, firmó con el Real Murcia. El delantero anotó dos goles en media temporada que estuvo en las filas  del Real Murcia, habiendo disputado dieciséis partidos de liga más otro de Copa del Rey.
En enero de 2017, el delantero palmero rescindió su contrato con el Real Murcia, y así firmaría por el CE Sabadell de la Segunda División B de España.
El 3 de agosto de 2017, se compromete con el Football Club Honka Espoo de la Veikkausliiga.
El 30 de noviembre de 2020, firma por el Club Valencia de la Liga Premier de Maldivas.
El 20 de agosto de 2022, regresa a Canarias para jugar en el Club Deportivo Atlético Paso de la Segunda Federación.

## Estadísticas
| Club                         | País      | Categoría                | Año       | Parts. | Goles |
| ---------------------------- | --------- | ------------------------ | --------- | ------ | ----- |
| UD Tijarafe                  | España    | Preferente               | 2005-2006 |        |       |
| Victoria                     | España    | Tercera División         | 2006-2007 |        | 18    |
| Victoria                     | España    | Tercera División         | 2007-2008 | 34     | 10    |
| Victoria                     | España    | Tercera División         | 2008-2009 | 35     | 9     |
| CD Mensajero                 | España    | Tercera División         | 2009-2010 | 30     | 7     |
| CD Mensajero                 | España    | Tercera División         | 2010-2011 | 34     | 9     |
| UD Tijarafe                  | España    | Tercera División         | 2011-2012 | 32     | 10    |
| CD Mensajero                 | España    | Tercera División         | 2012-2013 | 34     | 22    |
| UD Barbastro                 | España    | Tercera División         | 2013-2014 | 29     | 9     |
| CD Mensajero                 | España    | Tercera División         | 2013-2014 | 7      | 3     |
| Atlético Astorga             | España    | Segunda División B       | 2014-2015 | 36     | 13    |
| Pontevedra CF                | España    | Segunda División B       | 2015-2016 | 36     | 12    |
| Real Murcia                  | España    | Segunda División B       | 2016-2017 | 16     | 2     |
| Centre d'Esports Sabadell FC | España    | Segunda División B       | 2017      | 1      | 4     |
| Football Club Honka Espoo    | Finlandia | Segunda División         | 2017-2020 | 109    | 33    |
| Club Valencia                | Maldivas  | Liga Premier de Maldivas | 2020-2022 |        |       |
| Club Deportivo Atlético Paso | España    | Segunda Federación       | 2022-     |        |       |